# Eugenia Gilbert
Eugenia Gilbert (18 de noviembre de 1902-9 de diciembre de 1978) fue una actriz de cine estadounidense que trabajó durante la época del cine mudo. Gilbert apareció como protagonista en varias películas del género wéstern. En al menos tres de ellas, Gilbert fue acreditada como Eugenie Gilbert.

## Biografía
Gilbert era hija de W. B. y Eugenia Gilbert. Asistió a varias escuelas de South Orange (Nueva Jersey) y Nueva York, y luego a la Escuela Secundaria Marlborough en Los Ángeles. Llegó a ganar 14 concursos de belleza, uno de los cuales fue un concurso nacional patrocinado por Rodolfo Valentino, lo que llevó a que se la considerara "la chica más bella de Estados Unidos".
En 1924, Gilbert tuvo su primer papel protagonista en una película, después de varios papeles menores en wésterns y comedias. En 1925, Gilbert firmó un contrato con Mack Sennett para actuar exclusivamente en sus películas cómicas durante los "próximos años".

## Partial filmography
- The Man from Downing Street (1922)
- Sinners in Silk (1924)
- Great Diamond Mystery (1924)
- Flames of Desire (1924)
- A Broadway Butterfly (1925)
- The Scarlet Honeymoon (1925)
- The Man from the West (1926)
- Obey The Law (1926)
- Wild to Go (1926)
- Transcontinental Limited (1926)
- Beyond the Rockies (1926)
- The Test of Donald Norton (1926)
- The Crimson Flash (1927)
- The Long Loop on the Pecos (1927)
- The Man from Hard Pan (1927)
- By Whose Hand? (1927)
- Melting Millions (1927)
- The Swell-Head (1927)
- The Danger Rider (1928)
- The Apache Raider (1928)
- The Boss of Rustler's Roost (1928)
- The Phantom City (1928)
- The Bronc Stomper (1928)
- After the Storm (1928)
- Courtin' Wildcats (1929)